# گلیش
گلیش (به انگلیسی: Gellish) یک زبان زبان صوری مستقل از زبان طبیعی است اگر چه دارای مفاهیمی چون 'نام‌ها' و تعاریف زبان‌های گوناگون طبیعی می‌شود. هر زبان طبیعی از قبیل زبان گلیش انگلیسی صوری یک زبان طبیعی کنترل‌شده است. اطلاعات و معلومات در چنین شیوه‌ای به گونه‌ای بیان می‌شوند که قابل تفسیر-کامپایل‌کردن باشد.